# Ichiban Ushiro no Daimaō
Ichiban Ushiro no Daimaō (jap. いちばんうしろの大魔王) ist eine japanische Light-Novel-Reihe von Shōtarō Mizuki mit Illustrationen von Sōichi Itō. Sie wurde als Manga und Anime adaptiert und international als Demon King Daimao bekannt. Die romantische und erotische Komödie spielt in einer fernen Zukunft und erzählt von einem jungen Magie-Schüler, dem prophezeit wird, der nächste Dämonenkönig zu werden.

## Handlung
Der Oberschüler Akuto Sai (紗伊 阿九斗) wechselt an die angesehene Constant Magic Academy, wo er seine Fähigkeiten trainieren will, um Hohepriester zu werden. Auf dem Weg zu seinem ersten Schultag trifft er Junko Hattori (服部 絢子), die bereits auf die Schule geht und der er von seinem Traum erzählt. Das kampflustige Mädchen aus einer traditionsreichen Ninja-Familie ist davon so begeistert, dass sie ihm die Treue schwört, um ihn auf seinem Weg zu unterstützen. Doch dann tritt Akuto an der Schule bei der Einführungszeremonie vor das Schulorakel, um seine zukünftige Laufbahn prophezeit zu bekommen. Diese sagt voraus, dass er der nächste Dämonenkönig werden würde. Alle anderen an der Schule sind geschockt und das Gerücht macht schnell die Runde. Der letzte Dämonenkönig hat 100 Jahre zuvor Gewalt und Krieg in die Welt gebracht. Für Akuto ist das alles unerklärlich. Seine Klassenlehrerin und Schulkrankenschwester Mitsuko Tori (鳥井 美津子) stellt ihn darauf ein, dass es nun viele auf ihn abgesehen haben werden. Akuto kommt mit Junko in eine Klasse, deren Schülersprecherin sie ist, die sich von ihm betrogen fühlt und ihn sogleich attackiert. Alle seine Versuche, ihr und der Klasse zu erklären, dass er nicht der Dämonenkönig sein kann, führen nur zu Missverständnissen und bestärken alle in ihrem Glauben.
Nur Akutos Mitschüler Hiroshi Miwa (三輪 寛) ist ihm wohlgesonnen – jedoch nur, weil er sofort von seinen Reden begeistert war und der Diener des Dämonenkönigs sein will. Mit seiner Hilfe will Akuto sich am Abend mit Junko versöhnen. Doch es kommt nur erneut zum Kampf, der durch das Auftauchen von Keena Soga (曽我 けーな) und Korone (ころね) beendet wird. Keena kann sich unsichtbar machen und verschwindet gleich wieder. Korone stellt sich als Androidin heraus, die Akuto überwachen soll und ihm von da an nicht mehr von der Seite weicht und in den Wandschrank seines Zimmers einzieht. Außerdem verfügt das stoische Mädchen über eine Reihe von Schusswaffen, die auch heilende oder anderweitig harmlose Munition verschießen können. Für einen weiteren Versuch, sich mit Junko zu versöhnen, bietet ihm Fujiko Eto (江藤 不二子) Hilfe an, die Vorsteherin des Mädchenwohnheims. Sie arrangiert ein Treffen, verfolgt dabei aber eigene Ziele: Sie will Akuto als zukünftigen Dämonenkönig unter ihre Kontrolle bringen. Außerdem schlägt sie vor, dass er Chef des Disziplinarkomitees wird, was er und der Schülerrat annehmen und was weitere Angst unter den Schülern schürt. Vom Treffen mit Junko wird Akuto fast abgehalten, weil Keena überraschend auftaucht, mit ihm Freundschaft schließen und den Abend verbringen will. Beim arrangierten Treffen wird Akuto dann zunächst von einigen Mitschülern angegriffen, die Miwa entführt haben. Doch Akuto zeigt sich erstaunlich kampfbereit und unbarmherzig. So sieht ihn auch Junko, die dazukommt, und wirft ihm vor, mit dem Disziplinarkomitee die Schule unterjochen zu wollen. Sie will ihn aufhalten und ruft alle Schüler am nächsten Tag zum Kampf gegen Akuto auf. Auch in diesen mischt Keena sich ein und provoziert das Missverständnis, dass Junko und Akuto eigentlich ein Paar seien. So muss auch sie sich jetzt Missverständnissen und den Angriffen der anderen erwehren und verbündet sich mit Akuto. Etos Plan, Akuto zu verzaubern und zu ihrem Sklaven zu machen, wurde nebenbei ebenfalls von Keena vereitelt.

## Buch-Veröffentlichungen
Die Light Novel erschien ab Februar 2008 beim Verlag Hobby Japan. Bis zum Abschluss der Reihe im März 2014 erschienen 13 Bände. Bei J-Novel Club wurde eine englische Übersetzung veröffentlicht.
Eine Umsetzung der Geschichte als Manga wurde von August 2008 bis Dezember 2013 zunächst in Einzelkapiteln im Magazin Champion Red bei Akita Shoten herausgegeben. Geschaffen wurde die Serie von Sōichi Itō, dem Illustrator der Light Novel. Die Kapitel wurden dann von Mai 2009 bis April 2014 in fünf Sammelbänden veröffentlicht.

## Hörspiele
Zum Franchise erschienen zwei Hörspiele auf CD. Beide wurden von Edge Records produziert. Die erste kam am 25. Februar 2009 heraus, die zweite am 30. September 2009.

## Anime-Fernsehserie
Bei Studio Artland entstand 2010 eine Adaption der Geschichte als Anime für das japanische Fernsehen. Regie führte Takashi Watanabe und Hauptautor war Takao Yoshioka. An den Skripten war auch Masanao Akahoshi beteiligt. Das Charakterdesign der Vorlage wurde von Masaru Koseki und Toshimitsu Kobayashi für die Fernsehserie adaptiert. Die künstlerische Leitung lag bei Shinji Kawai. Die Tonarbeiten leitete Satoshi Motoyama und für die Kameraführung war Hiroshi Onishi verantwortlich. Als Produzenten fungierten Hajime Maruyama, Masaaki Yokota, Masazumi Katō, Muneyuki Kanbe und Yuka Sakurai.
Die 12 Folgen mit je 24 Minuten Laufzeit wurden vom 2. April bis zum 18. Juni 2010 von den Sendern AT-X, Tokyo MX, TV Saitama, Chiba TV, tvk, Sun Television und TV Aichi in Japan ausgestrahlt. Eine deutsche Fassung wurde von Peppermint Anime lizenziert und auf Kaufmedien veröffentlicht. Der Sender ProSieben Maxx zeigte sie von 27. Mai bis 13. August 2015 im Free-TV und sie wurde von den Plattformen Anime on Demand, Netflix und Wakanim online zugänglich gemacht. Auch eine englische Synchronfassung wurde von diversen Onlineplattformen veröffentlicht sowie auf Kaufmedien herausgegeben.

### Synchronisation
Die deutsche Synchronisation fand bei Metz-Neun Synchron statt. 
| Rolle           | japanischer Sprecher (Seiyū) | deutscher Sprecher   |
| --------------- | ---------------------------- | -------------------- |
| Akuto Sai       | Takashi Kondō                | Marco Sven Reinbold  |
| Junko Hattori   | Yōko Hikasa                  | Carolin Sophie Göbel |
| Hiroshi Miwa    | Tsubasa Yonaga               | Claudia Schmidt      |
| Fujiko Etō      | Shizuka Itou                 | Dagmar Bittner       |
| Mitsuko Torii   | Chiaki Takahashi             | Denise Monteiro      |
| Riri Shiraishi  | Ryō Hirohashi                | Katharina von Daake  |
| Eiko Teruya     | Haruka Tomatsu               | Katrin Laksberg      |
| Keena Soga      | Aki Toyosaki                 | Moira May            |
| Korone          | Aoi Yūki                     | Nora Jokhosha        |
| Bōichirō Yamato | Tarusuke Shingaki            | Ricardo Richter      |

### Musik
Die Musik der Serie wurde komponiert von Tatsuya Katō. Das Vorspannlied ist Realove:Realive von Sphere. Für den Abspann verwendete man das Lied Everyday sunshine line! von Natsuko Aso.